# Champagnac (Charente Marítim)
Champagnac és un municipi francès situat al departament del Charente Marítim i a la regió de la Nova Aquitània. L'any 2007 tenia 519 habitants.

## Demografia

### Població
El 2007 la població de fet de Champagnac era de 519 persones. Hi havia 196 famílies de les quals 40 eren unipersonals (20 homes vivint sols i 20 dones vivint soles), 74 parelles sense fills, 74 parelles amb fills i 8 famílies monoparentals amb fills.
La població ha evolucionat segons el següent gràfic:
Habitants censats

### Habitatges
El 2007 hi havia 243 habitatges, 207 eren l'habitatge principal de la família, 19 eren segones residències i 16 estaven desocupats. 227 eren cases i 12 eren apartaments. Dels 207 habitatges principals, 142 estaven ocupats pels seus propietaris, 53 estaven llogats i ocupats pels llogaters i 11 estaven cedits a títol gratuït; 5 tenien una cambra, 10 en tenien dues, 28 en tenien tres, 45 en tenien quatre i 119 en tenien cinc o més. 186 habitatges disposaven pel capbaix d'una plaça de pàrquing. A 90 habitatges hi havia un automòbil i a 106 n'hi havia dos o més.

### Piràmide de població
La piràmide de població per edats i sexe el 2009 era:
| Homes | Edats   | Dones |
| ----- | ------- | ----- |
| 0     | 95 o +  | 0     |
| 0     | 90 a 94 | 3     |
| 5     | 85 a 89 | 7     |
| 1     | 80 a 84 | 2     |
| 7     | 75 a 79 | 9     |
| 10    | 70 a 74 | 9     |
| 8     | 65 a 69 | 5     |
| 14    | 60 a 64 | 12    |
| 20    | 55 a 59 | 17    |
| 19    | 50 a 54 | 13    |
| 18    | 45 a 49 | 22    |
| 13    | 40 a 44 | 21    |
| 19    | 35 a 39 | 11    |
| 20    | 30 a 34 | 15    |
| 13    | 25 a 29 | 19    |
| 12    | 20 a 24 | 10    |
| 14    | 15 a 19 | 23    |
| 12    | 10 a 14 | 9     |
| 17    | 5 a 9   | 12    |
| 13    | 0 a 4   | 9     |

## Economia
El 2007 la població en edat de treballar era de 341 persones, 263 eren actives i 78 eren inactives. De les 263 persones actives 244 estaven ocupades (124 homes i 120 dones) i 19 estaven aturades (6 homes i 13 dones). De les 78 persones inactives 40 estaven jubilades, 20 estaven estudiant i 18 estaven classificades com a «altres inactius».

### Ingressos
El 2009 a Champagnac hi havia 204 unitats fiscals que integraven 514 persones, la mediana anual d'ingressos fiscals per persona era de 17.971 €.

### Activitats econòmiques
Dels 11 establiments que hi havia el 2007, 3 eren d'empreses de construcció, 1 d'una empresa de comerç i reparació d'automòbils, 1 d'una empresa d'hostatgeria i restauració, 1 d'una empresa immobiliària, 3 d'empreses de serveis, 1 d'una entitat de l'administració pública i 1 d'una empresa classificada com a «altres activitats de serveis».
Dels 3 establiments de servei als particulars que hi havia el 2009, 1 era una fusteria, 1 lampisteria i 1 empresa de construcció.
L'any 2000 a Champagnac hi havia 34 explotacions agrícoles que ocupaven un total de 972 hectàrees.

## Equipaments sanitaris i escolars
El 2009 hi havia una escola elemental.

## Poblacions properes
El següent diagrama mostra les poblacions més properes.